# Index Filicum
Index Filicum (abreviado Index Fil. o Index Fil. (T.Moore)) fue una revista ilustrada con descripciones botánicas que fue editada por Thomas Moore en 20 partes en los años 1857-1862, con el nombre de Index Filicum: a synopsis, with characters, of the genera...